# Kapusta z kaszą jęczmienną po lasowiacku
Kapusta z kaszą jęczmienną po lasowiacku – polska tradycyjna potrawa kuchni lasowiackiej ze wsi Górki w powiecie mieleckim, w zachodniej części gminy Borowa. Produkt wpisany na listę produktów tradycyjnych Ministerstwo Rolnictwa i Rozwoju Wsi w dniu 19 lipca 2006 w kategorii: Gotowe dania i potrawy w woj. podkarpackim.

## Tradycja
Kapusta stanowiła drugie po ziemniakach najczęściej wykorzystywane warzywo w kuchni lasowiackiej. Jej walory była m.in. łatwość przechowywania i możliwość konserwowania poprzez kiszenie. Przepis na kiszoną kapustę z kaszą jęczmienną przekazywany był lokalnie z pokolenia na pokolenie od dawna. Tradycja gotowania potrawy kontynuowana jest do czasów współczesnych, głównie ze względu na dostępność produktów, niskie koszty, walory smakowe i odżywcze. Można ją podawać zarówno na co dzień, jak i od święta jako samodzielne danie lub z golonką i tłustymi mięsami jak np. mięso z kaczki albo żeberka. Na terenie gminy Borowa danie było podawane również na weselach.

## Przygotowanie

### Składniki
- kapusta kiszona
- kasza jęczmienna
- cebula
- olej do podsmażenia cebuli
- bulion
- sól, pieprz

Kiszona kapusta po odciśnięciu z soku zostaje zalana zimną wodą i obgotowana dla usunięcia nadmiernej kwaśności. Po kilkuminutowym obgotowaniu, kapusta jest odcedzana. Następnie zalewana jest wrzątkiem lub bulionem. Po zagotowaniu dodawana jest opłukana kasza po czym oba składniki się gotuje. W czasie gotowania dodawana jest podsmażana na oleju cebula. Jeśli w trakcie gotowania zbyt dużo płynu jest wchłaniane przez kaszę, uzupełniona się jego ubytek wrzątkiem. Potrawa gotowana jest do miękkości kaszy i doprawiana do smaku solą oraz pieprzem.

## Charakterystyka
Potrawa barwy beżowej o luźnej konsystencji, kwaśnym smaku i zapachu kiszonej kapusty.